# Pandrosos
Pandrosos var i den grekiska mytologin den uppfriskade daggens gudinna, dotter till den attiske kungen Kekrops (hennes systrar var Aglauros och Herse). Pandrosos hade på borgen i Aten en helgedom, Pandroseion, inom det vilket av Athena skapade heliga olivträdet befann sig, se Aglauros, Erechteus och Herse.